# Gaetano Erba
Gaetano Erba (21 gennaio 1960) è un ex siepista ed ex mezzofondista italiano.

## Record

### Record mondiali
Juniores
2000 metri siepi - 5'27"44 ( Bydgoszcz, 18 agosto 1979)

### Record nazionali
Assoluti
Staffetta 4x1500 m - 14'59"1 ( Bergamo, 18 settembre 1979)
Juniores
3000 metri piani - 8'05"2 ( Caorle), 26 agosto 1979)
1500 metri piani - 3'43"2 ( Tirrenia, 2 giugno 1979)
3000 metri siepi - 8'48"4 ( Roma, 25 luglio 1978)
Allievi
2000 metri siepi - 5'48"3 ( Milano, 13 giugno 1977)
Cadetti
2000 metri piani - 5'39"2 ( Jesolo), 26 ottobre 1975)

## Palmarès
| Anno | Manifestazione    | Sede      | Evento         | Risultato | Prestazione | Note                                                                           |
| ---- | ----------------- | --------- | -------------- | --------- | ----------- | ------------------------------------------------------------------------------ |
| 1978 | Mondiali di cross | Glasgow   | Corsa juniores | 45º       | 24'21"      |                                                                                |
| 1978 | Mondiali di cross | Glasgow   | A squadre      | 8º        | 111 p.      |                                                                                |
| 1979 | Europei juniores  | Bydgoszcz | 2000 m siepi   | Oro       | 5'27"44     | Miglior prestazione nazionale under 20 · Miglior prestazione mondiale under 20 |

## Campionati nazionali
1983
- 4º ai campionati italiani assoluti indoor, 3000 m piani - 8'13"42

## Altre competizioni internazionali
1979
- Oro alla Cinque Mulini ( San Vittore Olona), gara juniores